# 终点咖啡馆
《终点咖啡馆》（是由死灵法师“Necromancer”与咖啡师“Barista”组成的合成词）是一款由澳大利亚独立游戏工作室Route 59开发，椰岛游戏和Playism发行的3D视觉小说游戏。其故事背景设定在墨尔本的一家咖啡馆里，徘徊于生死之界的迷途者会来到这家咖啡馆，并在这里度过生命的最后24小时，故事由此围绕“生与死”展开。游戏于2020年7月17日发布iOS和macOS版本，7月22日发布PC版本，2021年8月11日发布Nintendo Switch平台版本《终点咖啡馆：最后倾倒》，PlayStation 4平台版本发布时间待定。

## 玩法
作为视觉小说，大部分时间玩家是以旁观者的视角进行游戏，通过角色之间的对话了解剧情。在章节之间玩家将以第一人称视角在咖啡馆里探索，与物品交互，获得主角和其他顾客的相关信息。在每章节最后，玩家通过选择在主线剧情对话中高亮的众多关键词中的七个，来获得不同种类的“记忆碎片”，收集到足够的“记忆碎片”可以解锁隐藏剧情。

## 情节
基尚（普通话配音：王聪）刚刚去世，在恍惚间来到了终点咖啡馆，咖啡馆现任店长麦蒂（普通话配音：柳知萧）接待并安慰了他，并告诉他逝者可以在这里逗留24小时。前任店长斋（普通话配音：森中人）向基尚介绍了终点咖啡馆。之后奈德代表逝者委员会来向咖啡馆收取因允许逝者逗留超过24小时而欠下的时间债务。基尚在与麦蒂的比赛中输掉他剩余时间中的一部分后，了解了时间是可以交易的并想留下来。作为斋的好友的奈德知道这是违反规定的但仍然默许麦蒂他们举行通幽术仪式向斋转移时间，然而仪式还是失败了。斋决定不再举行仪式，最终在麦蒂的陪伴下安然离开人世。最后基尚通过加入逝者委员会为之工作留在现世，并帮助咖啡馆还清了所有债务，而麦蒂和艾希莉则继续经营终点咖啡馆。

## 开发与发行
Route 59透露其成员均是日本动漫爱好者，尤其喜爱《物语》系列，游戏开发受此影响，产生了日系元素与欧美叙事相结合的风格。游戏音乐由曾为《命運九重奏》、《来自深渊》和《Florence》作曲的作曲家凯文·彭金创作。原声音乐集与游戏同步发售。
| 《终点咖啡馆》原声音乐集 | 《终点咖啡馆》原声音乐集       | 《终点咖啡馆》原声音乐集 | 《终点咖啡馆》原声音乐集 |
| 曲序                     | 曲目                           | 作曲                     | 时长                     |
| ------------------------ | ------------------------------ | ------------------------ | ------------------------ |
| 1.                       | Meeting Ned                    | 凯文·彭金                | 1:16                     |
| 2.                       | Between The Knife              | 凯文·彭金                | 1:42                     |
| 3.                       | Gamble                         | 凯文·彭金                | 2:12                     |
| 4.                       | Confluence                     | 凯文·彭金                | 1:09                     |
| 5.                       | Nostalgia Trip                 | 凯文·彭金                | 1:14                     |
| 6.                       | Spill The Coffee               | 凯文·彭金                | 1:42                     |
| 7.                       | Optimism                       | 凯文·彭金                | 2:03                     |
| 8.                       | Panther                        | 凯文·彭金                | 3:02                     |
| 9.                       | Sunrise In Limbo               | 凯文·彭金                | 1:42                     |
| 10.                      | Cat And Mouse                  | 凯文·彭金                | 1:46                     |
| 11.                      | Trainlines                     | 凯文·彭金                | 1:36                     |
| 12.                      | Deviation                      | 凯文·彭金                | 1:53                     |
| 13.                      | Memoirs Of Memories            | 凯文·彭金                | 1:22                     |
| 14.                      | Banter Of The Highest Level    | 凯文·彭金                | 1:30                     |
| 15.                      | The Bittersweet Taste Of Death | 凯文·彭金                | 2:06                     |
| 16.                      | Duet                           | 凯文·彭金                | 2:02                     |
| 17.                      | Almost Time                    | 凯文·彭金                | 3:01                     |
| 18.                      | The Chimes Of Midnight         | 凯文·彭金                | 2:30                     |
| 19.                      | Nothing (by 'Soft Science')    | 凯文·彭金                | 3:24                     |
| 总时长：                 | 总时长：                       | 总时长：                 | 37:19                    |

2015年Route 59开发的实验游戏《Project Ven》获得Freeplay独立游戏节最佳叙事奖，并在开发了两个内部原型后，获得了澳大利亚维多利亚州电影委员会和墨尔本皇家理工大学的资助。之后在2017年1月14日于Visual;Conference正式宣布视觉小说游戏《终点咖啡馆》，同年7月椰岛游戏于ChinaJoy上宣布将发行PC版和Switch版。2018年8月Route 59宣布PC版游戏于2019年初发售，并增加发行PS4版。2019年5月16日宣布游戏于同年8月8日登陆Steam平台，PS4与Switch版于2020年发售。2019年5月29日Playism于BitSummit上宣布发行该游戏。在经历游戏发售延期之后，最终于2020年7月17日通过Apple Arcade于iOS和macOS平台发布，7月22日通过Steam和GOG于Microsoft Windows平台发布，Nintendo Switch平台版本《终点咖啡馆：最后倾倒》于2021年8月11日发布，PlayStation 4平台版本预计于2021年发布（已跳票）。2020年7月28日官方宣布将更新多个免费DLC，内容为追加游戏新机制和丰富配角剧情。

## 评价
《终点咖啡馆》获得了2019年Freeplay独立游戏节杰出视觉艺术奖（Excellence in Visual Art）和2020年澳大利亚游戏开发者奖（AGDAs）最佳艺术奖（Best Art）。Metacritic网站基于33条评论评测给出了81分普遍好评（Generally favorable）的评价。IGN評論認為游戏有令人难忘的故事、有趣的角色設計、優秀的电影化叙事、出众的艺术风格以及优美的音乐，但流程较短，且因為玩家處在被动观察者的角色而导致可玩性較差。此外，中文版本的文案与配音存在翻译腔和用詞过于书面化的問題。